# Evangeliska unionen

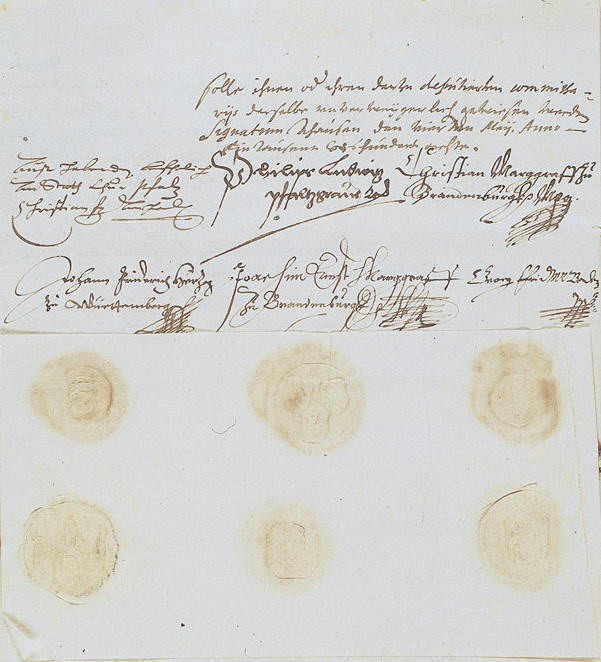
Grundandedokumentet från protestantiska unionen 14 maj 1608

Evangeliska unionen, Protestantiska unionen, var ett förbund mellan protestantiska furstar och städer i tysk-romerska riket 1608-1621, med syfte att skydda protestanternas religionsfrihet mot hotet från den katolska motreformationen.
Förbundet ingicks den 4 maj 1608 vid klostret Auhausen mellan åtskilliga protestantiska furstar, däribland kurfurste Fredrik IV av Pfalz, som var unionens huvudman, Kristian I av Anhalt-Bernburg, markgreve Georg Fredrik av Baden, hertig Johan Fredrik av Württemberg, markgreven Joakim Ernst av Brandenburg-Ansbach samt pfalzgreven av Neuburg m. fl. Kort tid därefter anslöt sig andra protestantiska furstar (lantgreve Moritz av Hessen-Kassel och kurfurste Johan Sigismund av Brandenburg) samt flera riksstäder. Kalvinisterna var de mest aktiva. Kurfursten av Sachsen, som var den mäktigaste av de evangeliska furstarna, anslöt sig således inte. 
Förbundets uttalade syfte var gemensam hjälp mot orättmätiga angrepp på en förbundsmedlem. Kom våldshandlingen plötsligt skulle förbundsdirektorn och förbundsrådet ögonblickligen organisera hjälpen. Alla förbundsmedlemmarna förpliktades dock att medverka. 
För att kunna organisera en militär makt skulle en betydande krigsskatt upptagas. Under fem års tid var varje förbundsmedlem skyldig att erlägga 90 och under ytterligare fem år 50 römermonate. Krigsskatten uppgick dock i själva verket till en ganska obetydlig summa. På fem år fick man, då varje medlem erlade 90 römermonate om året, endast in 575 000 gulden, samtidigt som en här på 16 000 man under 3 1/2 månader beräknades kosta en miljon gulden. Inbetalningarna gick också rätt långsamt. Däremot framträdde mycket snabbt motsatsen mellan kalvinister och lutheraner bland förbundets medlemmar.
Unionen hade kontakt med Nederländerna 1608, England 1612 och Sverige, men efter protestanternas nederlag i slaget vid Vita berget 1620 i början av trettioåriga kriget upplöstes unionen 1621.